# Rondo-Galago
Der Rondo-Galago oder Rondo-Zwerggalago (Paragalago rondoensis, Syn.: Galago rondoensis, Galagoides rondoensis) ist eine Primatenart aus der Familie der Galagos (Galagonidae). Er ist der kleinste und seltenste Vertreter dieser Gruppe.

## Merkmale
Rondo-Galagos erreichen eine Kopfrumpflänge von 10 bis 12 Zentimetern, der Schwanz ist mit 19 bis 22 Zentimetern deutlich länger als der Rumpf, und das Gewicht beträgt rund 60 Gramm. Ihr Fell ist an der Oberseite graubraun gefärbt, die Unterseite ist heller. Zwischen den großen Augen verläuft ein weißer Streifen, charakteristisch für die Art ist der wie eine Flaschenbürste geformte Schwanz. Wie bei allen Galagos sind die Ohren vergrößert und sehr beweglich.

## Verbreitung und Lebensraum

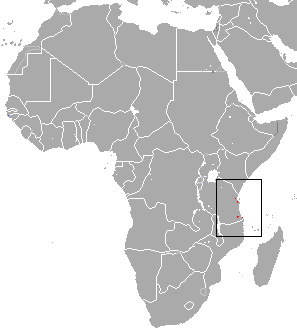
Verbreitungsgebiet (rot)

Rondo-Galagos kommen nur in Tansania vor. Die ersten Exemplare wurden auf dem Rondo-Plateau entdeckt, inzwischen sind acht Fundorte bekannt. Lebensraum dieser Art sind Küstenwälder und andere tropische Wälder bis in 900 Meter Seehöhe.

## Lebensweise
Diese Primaten sind wie alle Galagos nachtaktiv. Tagsüber schlafen sie in selbstgemachten Blätternestern, in der Nacht gehen sie auf Nahrungssuche. Dabei bewegen sie sich senkrecht kletternd und springend fort und halten sich meist im Unterholz nahe beim Boden auf. Ihre Nahrung setzt sich aus Insekten und Früchten zusammen.

## Gefährdung
Das Verbreitungsgebiet dieser Art ist auf acht Waldstücke aufgesplittert, die quer über die tansanische Küste verbreitet sind und insgesamt 87,4 km² umfassen. Die Rodung der Wälder und damit die Zerstörung ihres Lebensraumes stellen die Hauptbedrohung dar. Die Anzahl der Tiere und deren Lebensraum ist rückläufig.  Die IUCN listete die Art bis 2008 als „vom Aussterben bedroht“ (critically endangered), seitdem wird sie als „stark gefährdet“ (endangered) gelistet.
In Europa wird die Art nicht mehr gehalten, einziger Halter war in den 1990er Jahren der London Zoo.

## Belege
1. ↑  Honess PE, Bearder SK. 1996. Descriptions of the dwarf galago species of Tanzania. African Primates 2: 75–79. Diese Beschreibung vom Dezember 1996 hat Vorrang vor Honess in Kingdon. 1997. Mammals of Africa vol. II, obwohl schon in diesem Artikel die Art als Galagoides rondoensis Honess, 1997 bezeichnet wird.
2. ↑    ZTL 18.6